# ヴィクトリーヌ・ムーラン

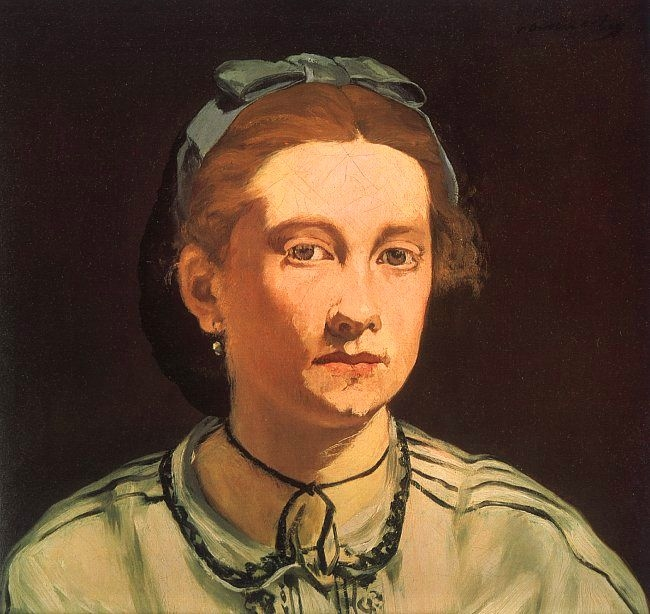
エドゥアール・マネによるヴィクトリーヌ・ムーラン像(1862年)

ヴィクトリーヌ・ムーラン（Victorine Meurent, 1844年2月18日 - 1927年3月17日）はフランスの著名なモデルであり、女性画家である。

## 生涯
1844年、パリに生まれる。父はブロンズ彫刻の色付けを行う職人、母は帽子職人であった。
16歳のとき、トマ・クチュールの美術モデルの仕事を行う。ムーランはこの頃クチュールの女性用アトリエで絵を学んだのかもしれない。エドゥアール・マネと裁判所でたまたま出会ったことがきっかけで、1862年の「街の歌い手」を皮切りに、マネの数作品のモデルとなる。ムーランは「ラ・クルヴェット」（La Crevette、「小エビ」）と渾名される ような小柄な体つきとマネの水彩の「オランピア」で鮮やかに描かれている赤毛が特徴的な女性だった。ムーランはギターとヴァイオリンを弾き、これらのレッスンをし、カフェで歌った。
ムーランはマネの「草上の昼食」と「オランピア」のモデルの仕事で有名である。同時期に、マネと親しかったエドガー・ドガとベルギーの画家アルフレッド・ステヴァンスのモデルも勤めた。ステヴァンスとの関係は特に親密だった。
マネは1870年代初めまでムーランをモデルとして使い続けたが、この頃ムーランが絵のレッスンを受け初め、マネが反発していたアカデミック美術に惹かれるようになったため、二人は疎遠になった。マネがムーランを描いた最後の作品は、「サン・ラザール駅」とも呼ばれる1873年の「鉄道」である。この作品はマネが現代的な画題を扱った最高の例だと考えられている。
モデルという職業が、画家の前で裸体を晒すなど社会的に不名誉なものとされていたこともあり、ムーランは不遇のまま没したというのが長年の定説であったが、近年の研究により、後半生は画家として一定の地位を得ていたことが明らかになっている。
1875年に、ムーランは肖像画家エティエンヌ・ルロワに師事し始めた。1876年には、サロン・ド・パリで彼女の作品が展示され、批評家賞を受賞している。皮肉にも、マネがこの年出品した作品は落選した。1879年にムーランが芸術アカデミーに出品した作品「16世紀ニュルンベルクの女性市民」はマネの作品と同じ部屋に展示された。ムーランの作品は1885年と1904年の展覧会にも展示された。ムーランはサロンで6回作品を展示している。また、1880年代までは、エッチングで最もよく知られるノルベール・グヌットとアンリ・ド・トゥールーズ＝ロートレックのためにモデルの仕事も続けた。ロートレックは好んでムーランを「オランピア」と紹介した。
1903年にムーランはシャルル・エルマン＝レオンと創立者トニ・ロベール＝フルーリーの後押しによりフランス芸術家協会の会員となった。1906年までにはムーランはパリを離れてコロンブの郊外に移り、余生をマリー・デュフールという女性と過ごした。二人は住居を共同で所有したようで、80代になってなおムーランが画家を名乗っていたことが当時の国勢調査の記録に残っている。ムーランは1927年3月17日に没した。1930年にデュフールが死んだ後、住居の中身は処分された。20世紀末に、近所に住む老齢の人々が、ムーランの家に最後まで残っていたヴァイオリンとそのケースなどが焚き火にくべられるのを見たと語った。
ムーランの作品は5枚残っていて、4枚はコロンブ歴史博物館に収蔵されている。
- 油絵 「枝の主日」（"Le jour des rameaux"） - 1880年頃制作。2004年に発見され、現在コロンブ歴史博物館に展示されている。
- 自画像 - 1876年制作。2021年9月にボストン美術館に収蔵。

## 作品

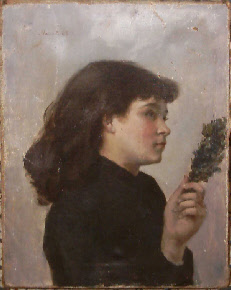
枝の主日
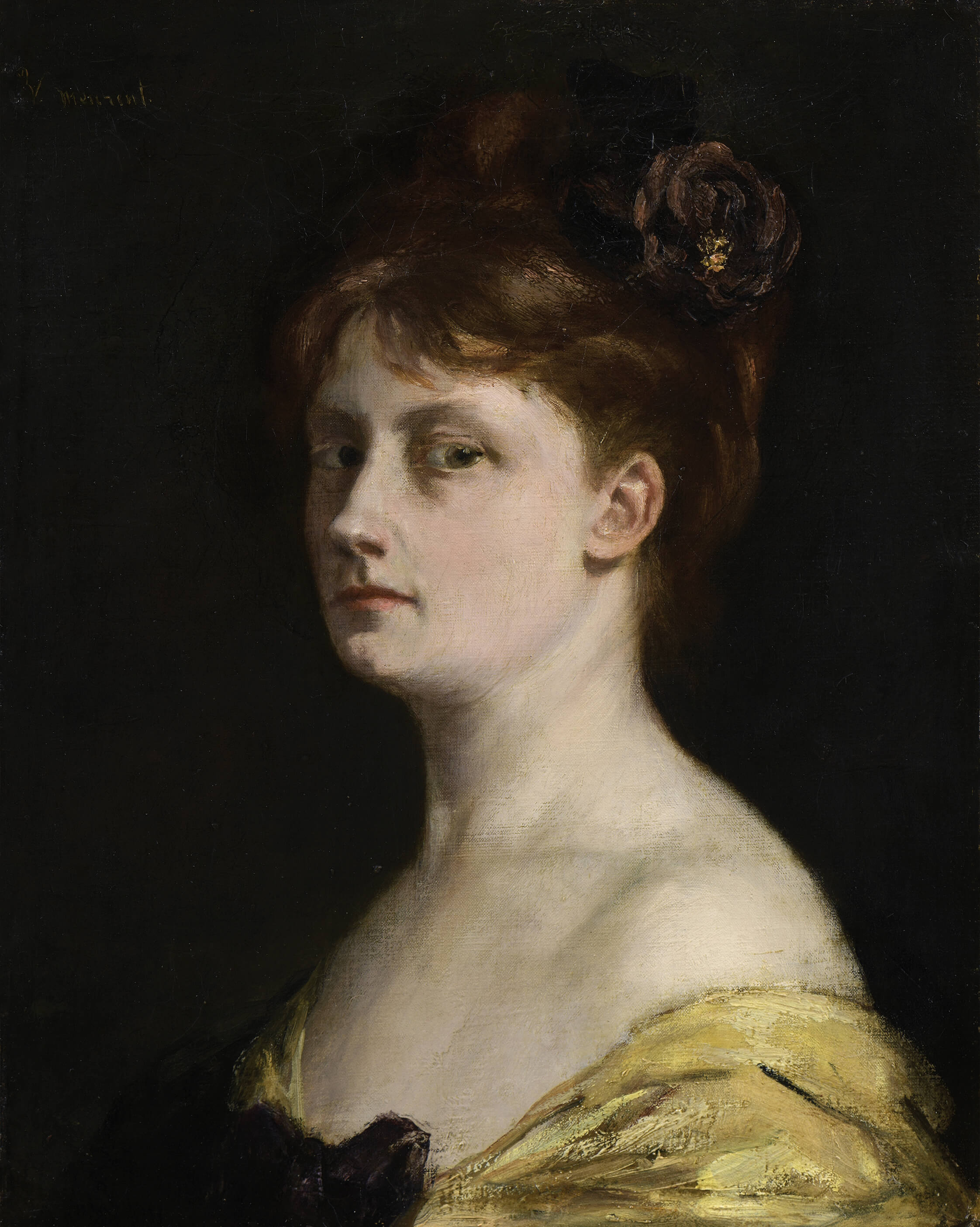
ムーランの自画像

## ヴィクトリーヌ・ムーラン関連の作品

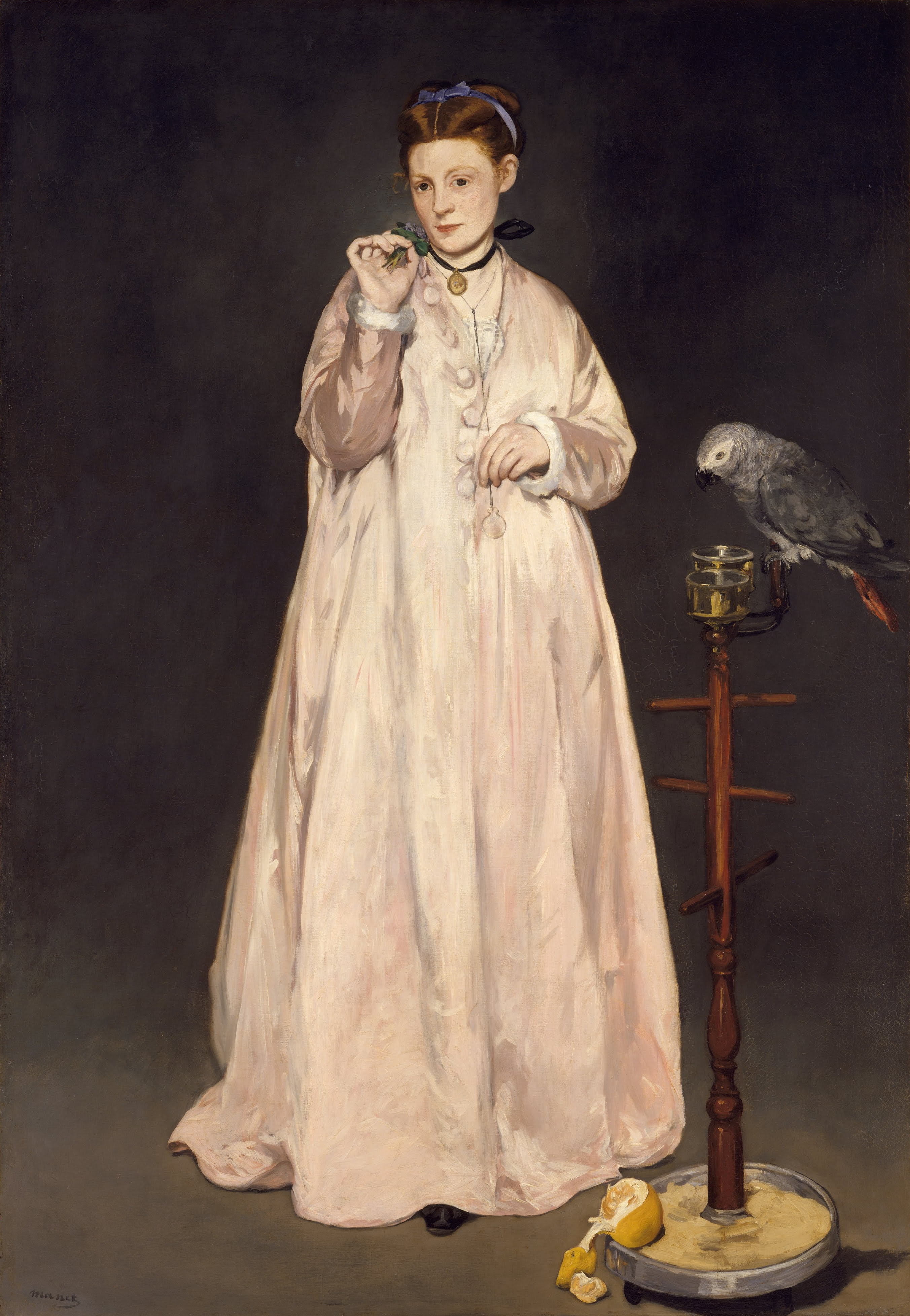
エドゥアール・マネ作「Une jeune dame en 1866」別名「La Femme au perroquet（女とオウム）」1

- 街の歌い手　 La Chanteuse de rue
- マタドール姿のヴィクトリーヌ・ムーラン嬢　Mlle Victorine en costume d'espada
- 草上の昼食
- オランピア
- 鉄道
- 女とオウム　La Femme au perroquet